# Transcendental
Transcendental (gå bortom) är i filosofi en egenskap bortom tingens kategorier (till exempel godhet och skönhet). Det inkluderar filosofier, system och tillvägagångssätt som beskriver de grundläggande strukturerna för att vara, inte som en ontologi (teori om vara), utan som ramen för framväxt och validering av kunskap om att vara. Dessa definitioner är generellt grundade på förnuft och empirisk observation, och försöker ge ett ramverk för att förstå världen som inte är beroende av religiös övertygelse eller övernaturliga krafter. "Transcendental" är ett ord som kommer från det skolastiska, som betecknar varelsers extrakategoriska attribut.

## Religiös definition
I religion hänvisar transcendens till aspekten av Guds natur och kraft som är helt oberoende av det materiella universum, bortom alla fysiska lagar. Detta kontrasteras med immanens, där en gud sägs vara helt närvarande i den fysiska världen och därmed tillgänglig för varelser på olika sätt. I religiös upplevelse är transcendens ett tillstånd av vara som har övervunnit den fysiska existensens begränsningar och enligt vissa definitioner också blivit oberoende av den. Detta manifesteras vanligtvis i bön, seanser, meditation, psykedelika och paranormala "visionär".
Det bekräftas i olika religiösa traditioners begrepp om det gudomliga, vilket står i kontrast till föreställningen om en gud (eller, Det absoluta) som uteslutande existerar i den fysiska ordningen (immanentism), eller som inte kan skiljas från den (panteism). Transcendens kan tillskrivas det gudomliga inte bara i dess väsen, utan också i dess kunskap. Sålunda kan Gud överskrida både universum och kunskap (är bortom det mänskliga sinnets grepp). Även om transcendens definieras som motsatsen till immanens, är de två inte nödvändigtvis ömsesidigt uteslutande.  

## Modern filosofi
Baruch Spinozas etik använde uttrycket "transcendentala termer" (på latin: termini transcendentales) för att ange begrepp som varande, ting, någon, som är så allmänna att de inte ingår i definitionerna av art, släkte och kategori.
I modern filosofi introducerade Immanuel Kant en ny term, transcendental, och instiftade därmed en ny, tredje betydelse. I hans kunskapsteori handlar detta begrepp om villkoret för möjligheten för själva kunskapen. Han motsatte sig också termen transcendental till termen transcendent, det senare betyder "det som går bortom" (överskrider) all möjlig kunskap om en människa.  För honom innebar transcendental kunskap om vår kognitiva förmåga med avseende på hur objekt är möjliga a priori. "Jag kallar all kunskap transcendental om den är upptagen, inte med objekt, utan med det sätt som vi möjligen kan känna till objekt redan innan vi upplever dem." Därför visar sig metafysik, som en grundläggande och universell teori, vara en epistemologi. Transcendental filosofi, betraktas följaktligen inte som en traditionell ontologisk form av metafysik.
Kant likställde också transcendentalt med det som är "... i relation till subjektets kognitionsförmåga." Något är transcendentalt om det spelar en roll för hur sinnet "konstituerar" objekt och gör det möjligt för oss att uppleva dem som objekt i första hand. Vanlig kunskap är kunskap om föremål; transcendental kunskap är kunskap om hur det är möjligt för oss att uppleva dessa objekt som objekt. Detta är baserat på Kants acceptans av David Humes argument att vissa allmänna egenskaper hos objekt (till exempel persistens, orsakssamband) inte kan härledas från de sinnesintryck vi har av dem. Kant hävdar att sinnet måste bidra med dessa egenskaper och göra det möjligt för oss att uppleva objekt som objekt. I den centrala delen av sin Kritik av det rena förnuftet, den "Transcendentala deduktionen av kategorierna", argumenterar Kant för en djup koppling mellan förmågan att ha självmedvetande och förmågan att uppleva en värld av objekt. Genom en syntesprocess genererar sinnet både objektens struktur och sin egen enhet.
En metafilosofisk fråga som diskuteras av många kantianska forskare är vad transcendental reflektion är och hur transcendental reflektion i sig är möjlig. Valentin Balanovskiy visar att detta är ett speciellt instrument som är inneboende i vårt medvetande, något genom vad individer kan särskilja sig från alla andra verklighetsobjekt. Stephen Palmquist hävdar att Kants lösning på detta problem är en vädjan till Tro.
För Kant är det "transcendenta", i motsats till det "transcendentala", det som ligger bortom vad vår kunskapsfakultet legitimt kan veta. Hegels motargument till Kant var att känna till en gräns också är att vara medveten om vad den begränsar och som ligger bortom den – med andra ord, att redan ha överskridit den.

## Samtida filosofi
Jean-Paul Sartre talar också om transcendens i sina verk. I Varat och intet använder Sartre transcendens för att beskriva jagets relation till den objektorienterade världen, såväl som våra konkreta relationer med andra. För Sartre kallas för-sig själv ibland för en transcendens. Dessutom om den andra ses strikt som ett objekt, ungefär som vilket annat objekt som helst, så är den andra, för sig själv, en transcendens-transcenderad. När för-sig själv greppar den andre i den andras värld, och fattar den subjektivitet som den andre har, kallas det transcendera-transcendens. Således definierar Sartre relationer med andra i termer av transcendens.
Samtida transcendental filosofi är utvecklad av den tyske filosofen Harald Holz med ett holistiskt förhållningssätt. Holz distanserade transcendental filosofi från konvergensen av neokantianismen. Han diskuterade kritiskt transcendental pragmatism och förhållandet mellan transcendental filosofi, neo-empirism och så kallad postmodernism.

## Jämförelse med religiösa definitioner
Filosofiska definitioner av transcendens betonar ofta idén om att gå bortom eller överskrida gränserna för mänsklig erfarenhet och kan fokusera på begrepp som rationalitet, medvetenhet eller verklighetens natur. Dessa definitioner är generellt grundade på förnuft och empirisk observation och försöker ge ett ramverk för att förstå världen som inte är beroende av religiös övertygelse eller övernaturliga krafter.
Religiösa definitioner av transcendens betonar, å andra sidan, ofta idén om att ansluta sig till något bortom jaget eller den materiella världen, och kan fokusera på begrepp som Gud, själen eller livet efter detta. Dessa definitioner är ofta grundade i tro och uppenbarelse, och kan ses som ett sätt att komma åt en högre eller gudomlig verklighet som inte direkt kan observeras eller förklaras enbart genom förnuftet.
Även om det kan finnas en viss överlappning mellan dessa två definitioner av transcendens, är de i slutändan grundade i olika epistemologiska ramar och sätt att förstå världen.
Därför kan omfattningen som härleds från den filosofiska definitionen av transcendens innehålla omfattningen som härleds från den religiösa definitionen av transcendens, men inte vice versa. Detta beror på att den filosofiska definitionen av transcendens är bredare och mer abstrakt än den religiösa definitionen, som är mer specifik och fokuserad på en viss tro eller trossystem. 

## Samtalsbruk
I vardagligt språk betyder "transcendens" "att gå bortom", och "självtranscendens" betyder att gå bortom en tidigare form eller tillstånd av sig själv. Mystisk upplevelse ses som ett särskilt avancerat tillstånd av självtranscendens, där känslan av ett separat jag överges. " Självtranscendens " tros vara psykometriskt mätbar och (åtminstone delvis) nedärvd, och har införlivats som en personlighetsdimension i temperament- och karaktärsinventeringen. Upptäckten av detta beskrivs i boken "The God Gene" av Dean Hamer, även om detta har kritiserats av kommentatorer som Carl Zimmer.

## Jämförelse med immanens
Läran eller teorin om immanens hävdar att det gudomliga omfattar eller manifesteras i den materiella världen. Det hålls av några filosofiska och metafysiska teorier om gudomlig närvaro. Immanens används vanligtvis i monoteistisk, panteistisk, pandeistisk eller panenteistisk tro för att antyda att den andliga världen genomsyrar det vardagliga. Det kontrasteras ofta med teorier om transcendens, där det gudomliga ses vara utanför den materiella världen.
Det hävdades att båda dessa begrepp har varit viktiga i det religiösa tänkandet genom historien, men att de ofta har setts som ömsesidigt uteslutande. Han menar att detta är en falsk dikotomi, och att en mer nyanserad förståelse av dessa begrepp kan hjälpa oss att bättre förstå det gudomliga.
Det hävdades också att en bättre förståelse av transcendens och immanens kan hjälpa oss att förstå relationen mellan Gud och världen. Han föreslår att immanens kan hjälpa oss att se Guds närvaro i världen omkring oss, medan transcendens kan hjälpa oss att förstå Guds yttersta natur. Dessa två begrepp kan ses som komplementära, snarare än motsägelsefulla, och att en mer nyanserad förståelse av dem kan hjälpa oss att bättre förstå det gudomliga.